# Пушкаревский Яр (организация)
«Пушкаревский Яр» (укр. Пушкарівський Яр) — украинская общественная организация.
Задача организации — защита памяти погибших советских военнопленных и жертв Холокоста в городе Полтава.

## История создания
В марте 2017 года на территории бывших складов артиллерийской базы, закрытой военной части в городе Полтава во время проведения работ по ремонту коллектора, были обнаружены останки людей.
Данный факт привлек внимание местных жителей и освещался в местных и центральных изданиях.
Во время оккупации немецко-фашистскими захватчиками города Полтава на этом месте были расположены лагеря для советских военнопленных Дулаг 151, Дулаг 205, Шталаг 357 где массово гибли люди от болезней и голода с сентября 1941 года до сентября 1943 года.
23 ноября 1941 года здесь же был произведен массовый расстрел полтавчан еврейской национальности.
Численность и имена погибших требуют уточнения. В доступных источниках приводятся суммарные данные свыше 18 тысяч.
Несмотря на резонанс вызванный статьями в прессе, 19 февраля 2019 года власти города Полтава выставили территорию бывших артиллерийских складов на аукцион.
Протесты против застройки привели к консолидации местных активистов и созданию общественной организации «Пушкаревский Яр».
Название организации отсылает к наименованию улицы Пушкаревская по которой в 1941 году евреи шли к месту казни.
23 мая 2019 Полтавский краеведческий музей стал местом проведения круглого стола, где были представлены объективные факты не позволяющие осуществлять планирование будущего территории бывших артиллерийских складов без учёта выводов археологических исследований, на чём настаивали организаторы и участники мероприятия.
13 июня 2019 года Чрезвычайный и Полномочный посол государства Израиль Йоэль Лион обратился к власти города Полтава с просьбой не застраивать территорию бывших артиллерийских складов, где в период оккупации нацистами были произведены массовые расстрелы евреев.
21 июня 2019 Украинский институт национальной памяти при участии организации «Пушкаревский Яр» представили выставку «Триумф человека. Жители Украины, которые прошли нацистские концлагеря».
Отраслевой государственный архив Службы безопасности Украины предоставил для экспозиции рассекреченные документы раскрывающие обстоятельства совершенных нацистами злодеяний по отношению к содержащимся в лагерях военнопленных и мирных жителях города Полтава.
26 июня 2019 года на сессии полтавского городского совета вопрос о проведении аукциона был снят для проведения необходимых исследований.

## Руководство
Основатель и глава А.Супряженко

## Деятельность
Для установления масштабов трагедии организация проводит поиск в архивах, привлекает к работе профессиональных историков, археологов, поисковиков, взаимодействует с Яд ва-Шем.
Организация инициирует и участвует во встречах, заседаниях с представителями власти с целью донести свою аргументированную позицию и добиться поставленной задачи — мемориализации места массового захоронения.
С 18-20.07.2019 была произведена поисковая разведка совместно с ВОО "Союз "Народная Память" на месте возможных захоронений
По результатам 11.09.2019 ВОО "Союз "Народная Память" был предоставлен отчет в котором зафиксировано:
1. Идентифицирован один из расстрельных рвов - бывший стрелковый тир в котором происходили массовые расстрелы. 

2. Определено: бывший стрелковый тир является местом расстрела и захоронения казненных мирных жителей г.Полтава.
Рекомендовано продолжить работы по исследованию территории.
19.12.2019 ЧП «Геосканес» была произведена аэрофотосъёмка для создания 3D модели и сверки методом наложения на имеющиеся архивные кадры сделанные летчиками Люфтваффе в 1943 году, что даст возможность локализовать с большей точностью место массового захоронения.
Со времени основания организация ежегодно проводит памятные мероприятия 27 января в Международный день памяти жертв Холокоста и 23 ноября на месте совершенного нацистами военного преступления.
Организация настаивает на значимости для города Полтава места памяти, необходимости коммеморации, осуществляет установленые законом действия и процедуры для придания статуса культурно-исторического пямятника местного значения.